# 锺汉华
锺汉华（1909年1月30日—1987年1月2日），男，江西万安人，中国人民解放军中将。1955年获二级八一勋章、一级独立自由勋章、一级解放勋章。1963年起任武汉军区第二政治委员。1972年起任广州军区副政治委员，装甲兵政治委员。